# 융프라우요흐
융프라우요흐 Jungfraujoch (독일어: "처녀 어깨")는 버니스 알프스 의 두 주요 4000 미터 고봉인 융프라우Jungfrau 와 묀히 Mönch 를 연결하는 능선이다 . 그것은 해발 3,463미터(11,362피트)의 고도에 있으며 스핑스의 암벽에서부터 직접 연결된다. 융프라우요흐는 알레치 빙하의 상부 눈 위에 있는 빙하 능선으로 융프라우 알레취 Jungfrau-Aletsch 지역이며 베른과 발레주의 경계, 인터라켄과 Fiesch 중간 지점에 있다.
1912년부터 융프라우요흐는 인터라켄과 클라이네 샤이텍에서 출발해 아이거와 묀히를 통과하는 터널을 통해 부분적으로 지하를 달리는 융프라우 철도를 통해 관광객들이 접근할 수 있게 되었다. 해발 3,454미터(11,332피트)에 있는 융프라우요흐 기차역은 유럽에서 가장 높은 철도역이다. 융프라우요흐 능선 동쪽, 스핑스 전망대 아래에 있으며 여러 개의 탁 트인 레스토랑, 상점, 어트랙션 및 우체국이 포함된 Top of Europe 건물과 연결되어 있다. 여러 개의 터널이 야외로 이어지며, 이곳에서 크레바스 빙하 위를 걷는 안전한 하이킹 코스, 특히 묀히요흐 Mönchsjoch 산장 하이킹과 융프라우(Jungfrau)와 묀히(Mönch)로 오르는 일반 하이킹이 여기서부터 시작된다.
세계에서 가장 높은 천문대 중 하나인 스핑스 기상 연구소(Sphinx Observatory)이자 스위스에서 두 번째로 높은 3,572미터(11,719피트) 높이로 이곳에서 추가적인 전망대를 제공한다. 융프라우요흐에서 초고속 엘리베이터로 닿을 수 있다. 이곳에는 세계 기상기구 전 지구 기후변화 감시 프로그램 Global Atmosphere Watch 의 대기 연구소가 있다. 일반인이 접근할 수 없는 융프라우요흐 무선 중계국은 융프라우 능선의 융프라우요흐 서쪽에 설치되어 있다. 유럽에서 가장 높은 무선 중계국이다 .

## 개요
융프라우요흐는 해발 3,466m로 클라이네 샤이덱에서 융프라우 철도가 융프라우요흐역까지 연결되어 있다. 해발 3,454m에 위치한 융프라우요흐역은 유럽에서 가장 해발이 높은 철도역으로 유럽의 정상 ‘Top of Europe'이라는 별명으로 잘 알려져 있다. 전세계에서 연간 70만 명에 가까운 관광객이 방문하고 있다.
2012년에는 융프라우 철도 노선 개통 100주년을 맞았다.
융프라우요호역에 있는 유럽에서 가장 높은 곳에 있는 우체국 ‘융프라우요흐 정상 우체국’에서 엽서를 보낼 수 있도록 서비스를 제공하고 있다.

## 주요 설비
- 스핑크스 전망대

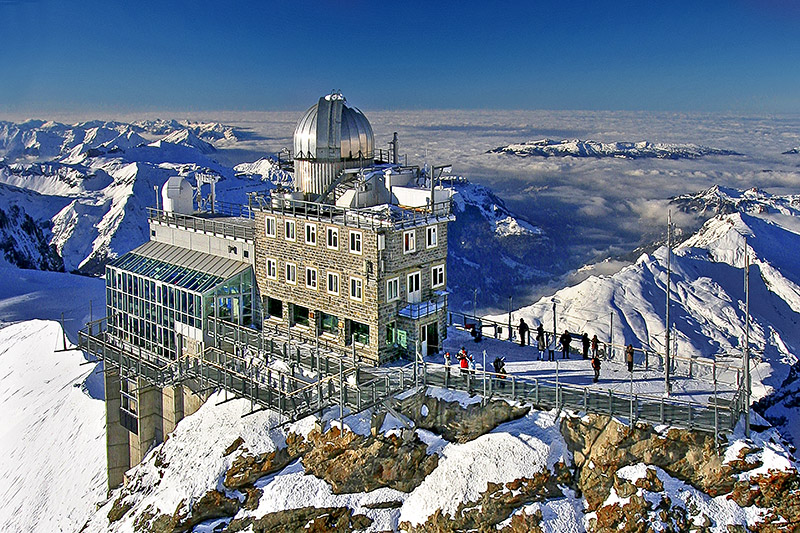
스핑크스 천문대

고속 엘리베이터로 올라가는 해발 3,571m의 스핑크스 전망대에서는 스위스 알프스 최대, 최장의 알레치 빙하를 비롯해 베른 알프스, 발레 알프스 등의 전망이 펼쳐진다.
- 아이스 팰리스

알레치 빙하 아래에 지어진 얼음 궁전으로 얼음 회랑을 도보로 돌면서 얼음 조각을 감상할 수 있게 되어 있다. 빙원이 펼쳐지는 고원 전망대에도 나올 수 있다.
- 레스토랑

일품 레스토랑, 그룹 레스토랑, 셀프서비스 레스토랑 등 총 5개의 레스토랑이 있다.
- 설상 명소

융프라우요흐에 있는 '스노팬 탑 오브 유럽'에서는 스키/스노보드, 티롤리엔느, 슬레지 파크 등 눈 위의 다양한 어트랙션을 즐길 수 있다.
- 알파인 센세이션

융프라우 철도 노선 개통 100주년 기념사업의 하나로서 융프라우에 완성된 새로운 어트랙션. 다이나믹한 영상과 사운드, 일루미네이션을 구사해 융프라우 철도와 융프라우 지방의 역사와 매력을 소개하고 있다.

## 융프라우 철도

### 역사
아돌프 가이어 젤러(Adolf Guyer-Zeller)가 1893년에 터널에 대한 아이디어를 처음 생각해냈다. 그 당시 그는 스핑크스 정상에 도달하기 전에 터널 내부에 7개의 역을 만들 계획이었다. 터널 건설은 1896년 7월 27일에 시작되어, 16년이 지나서야 완공되었다. 그는 건설 단계에서 자금난, 악천후, 건설 사고로 인한 사망자 증가 등의 많은 문제로 어려움을 겪었다. 최악의 사고는 1908년에 30톤의 다이너마이트가 우발적으로 폭발하면서 발생했다.
마침내 건설이 완료되었을 때 철도는 스핑크스 정상이 아닌 융프라우요흐 능선 높이까지만 도달했고 중간 역은 단 2개였다. 그러나 그 상태에서도 융프라우 철도는 엔지니어링과 건설 분야에서 상당한 성과를 거두고 있었으며, 여전히 유럽에서 가장 높은 철도라는 타이틀을 보유하고 있었다.

### 철도

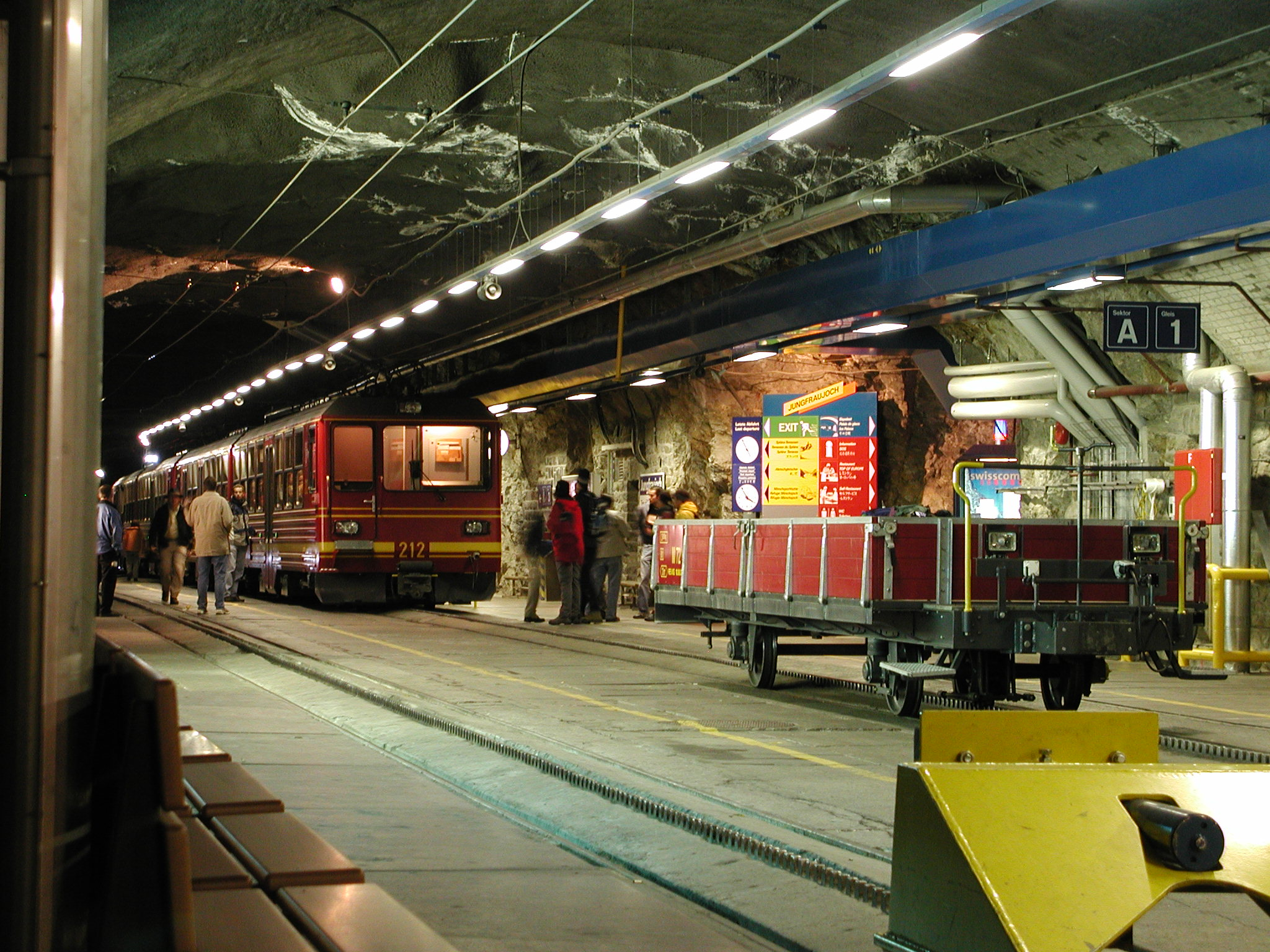
해발 3,450m에 위치한 융프라우요흐역

산으로 올라 가는 기차는 클라이네 샤이덱에서 출발하며, 그린델발트와 라우터브루넨에서 기차로 갈 수 있다. 기차는 클라이네 샤이덱을 출발한 직후 아이거를 통해 동쪽으로 달리는 터널에 진입한다.
아이거 북벽 뒤에서 가까이 달려 아이거반트에서 멈춰 선다. 아이거반트에는 벽의 중간에 길이 8m, 높이 1m에 달하는 창이 있다. 창은 건설 중 터널에서 굴착된 암석을 제거하는 데 사용되는 구멍에 설치되었으며 때때로 등산객과 구조대에 의해 접근 지점으로 사용되기도 했다. 이 창은 클린트 이스트우드의 스파이 영화 아이거 빙벽(The Eiger Sanction)의 마지막 장면 중 하나에 사용되었다. 기차가 5분 후에 떠나기 전 기차에서 내려 경치를 감상할 수 있다.
터널은 융프라우 방향으로 서쪽으로 향하게 된다. 기차가 융프라우요흐로 계속 이동하기 전에 아이스메어("얼음 바다")가 보이는 창가에 두 번째 정류장이 있다. 터널은 1898년에서 1912년 사이에 건설되었다. 길이는 약 7km이며 기울기는 최대 25%이다. 클라이네 샤이덱에서 융프라우요흐까지는 아이거반트와 아이스메어역을 포함하여 약 50분이 소요된다. 내리막으로 돌아오는 여행은 단 35분만 소요된다.
융프라우요흐의 시설은 존 크리스토퍼의 소설 《삼각대》(The Tripods)에서 중요한 역할을 한다.

## 기후
영구 설선 상에 위치해 있어, 융프라우호흐는 공식적으로 스위스에서 가장 추운 곳이다. (근처에 있는 융프라우와 핀스터아어호른의 정상과 같이 기상 관측소가 없는 다른 높은 곳들은 아마도 더 극단적인 기후일 수도 있다.) 쾨펜의 기후 구분에 따르면 융프라우요흐는 툰드라 기후(ET)와 빙설 기후(EF)의 경계에 있는 고산 기후를 가지고 있으며, 연중 대부분 길고, 추운 겨울이 지속된다. 여름에는 하루 평균 최고 기온이 일시적으로 영상으로 상승한다.
| 융프라우요흐, 해발: 3,580m, 1981–2010 평균, 극단 1973–현재의 기후 | 융프라우요흐, 해발: 3,580m, 1981–2010 평균, 극단 1973–현재의 기후 | 융프라우요흐, 해발: 3,580m, 1981–2010 평균, 극단 1973–현재의 기후 | 융프라우요흐, 해발: 3,580m, 1981–2010 평균, 극단 1973–현재의 기후 | 융프라우요흐, 해발: 3,580m, 1981–2010 평균, 극단 1973–현재의 기후 | 융프라우요흐, 해발: 3,580m, 1981–2010 평균, 극단 1973–현재의 기후 | 융프라우요흐, 해발: 3,580m, 1981–2010 평균, 극단 1973–현재의 기후 | 융프라우요흐, 해발: 3,580m, 1981–2010 평균, 극단 1973–현재의 기후 | 융프라우요흐, 해발: 3,580m, 1981–2010 평균, 극단 1973–현재의 기후 | 융프라우요흐, 해발: 3,580m, 1981–2010 평균, 극단 1973–현재의 기후 | 융프라우요흐, 해발: 3,580m, 1981–2010 평균, 극단 1973–현재의 기후 | 융프라우요흐, 해발: 3,580m, 1981–2010 평균, 극단 1973–현재의 기후 | 융프라우요흐, 해발: 3,580m, 1981–2010 평균, 극단 1973–현재의 기후 | 융프라우요흐, 해발: 3,580m, 1981–2010 평균, 극단 1973–현재의 기후 |
| 월                                                                | 1월                                                               | 2월                                                               | 3월                                                               | 4월                                                               | 5월                                                               | 6월                                                               | 7월                                                               | 8월                                                               | 9월                                                               | 10월                                                              | 11월                                                              | 12월                                                              | 연간                                                              |
| ----------------------------------------------------------------- | ----------------------------------------------------------------- | ----------------------------------------------------------------- | ----------------------------------------------------------------- | ----------------------------------------------------------------- | ----------------------------------------------------------------- | ----------------------------------------------------------------- | ----------------------------------------------------------------- | ----------------------------------------------------------------- | ----------------------------------------------------------------- | ----------------------------------------------------------------- | ----------------------------------------------------------------- | ----------------------------------------------------------------- | ----------------------------------------------------------------- |
| 역대 최고 기온 °C (°F)                                            | 4.2 (39.6)                                                        | 2.9 (37.2)                                                        | 8.2 (46.8)                                                        | 4.9 (40.8)                                                        | 10.0 (50.0)                                                       | 13.1 (55.6)                                                       | 14.3 (57.7)                                                       | 12.8 (55.0)                                                       | 11.6 (52.9)                                                       | 10.0 (50.0)                                                       | 4.5 (40.1)                                                        | 7.1 (44.8)                                                        | 14.3 (57.7)                                                       |
| 일평균 최고 기온 °C (°F)                                          | −9.7 (14.5)                                                       | −10.5 (13.1)                                                      | −9.4 (15.1)                                                       | −7.0 (19.4)                                                       | −2.5 (27.5)                                                       | 0.8 (33.4)                                                        | 3.1 (37.6)                                                        | 3.0 (37.4)                                                        | 0.3 (32.5)                                                        | −2.3 (27.9)                                                       | −6.9 (19.6)                                                       | −8.9 (16.0)                                                       | −4.2 (24.4)                                                       |
| 일일 평균 기온 °C (°F)                                            | −12.8 (9.0)                                                       | −13.6 (7.5)                                                       | −12.4 (9.7)                                                       | −10.2 (13.6)                                                      | −5.5 (22.1)                                                       | −2.4 (27.7)                                                       | 0.1 (32.2)                                                        | 0.1 (32.2)                                                        | −2.5 (27.5)                                                       | −5.0 (23.0)                                                       | −9.7 (14.5)                                                       | −12.0 (10.4)                                                      | −7.2 (19.0)                                                       |
| 일평균 최저 기온 °C (°F)                                          | −15.7 (3.7)                                                       | −16.4 (2.5)                                                       | −15.1 (4.8)                                                       | −12.7 (9.1)                                                       | −7.9 (17.8)                                                       | −4.9 (23.2)                                                       | −2.3 (27.9)                                                       | −2.2 (28.0)                                                       | −4.8 (23.4)                                                       | −7.5 (18.5)                                                       | −12.3 (9.9)                                                       | −14.7 (5.5)                                                       | −9.7 (14.5)                                                       |
| 역대 최저 기온 °C (°F)                                            | −34.2 (−29.6)                                                     | −35.4 (−31.7)                                                     | −28.9 (−20.0)                                                     | −25.2 (−13.4)                                                     | −22.0 (−7.6)                                                      | −16.4 (2.5)                                                       | −14.0 (6.8)                                                       | −13.0 (8.6)                                                       | −16.0 (3.2)                                                       | −21.7 (−7.1)                                                      | −30.0 (−22.0)                                                     | −30.7 (−23.3)                                                     | −35.4 (−31.7)                                                     |
| 평균 상대 습도 (%)                                                | 63                                                                | 66                                                                | 70                                                                | 74                                                                | 79                                                                | 77                                                                | 75                                                                | 74                                                                | 71                                                                | 67                                                                | 67                                                                | 66                                                                | 71                                                                |
| 평균 월간 일조시간                                                | 124                                                               | 125                                                               | 151                                                               | 156                                                               | 161                                                               | 175                                                               | 197                                                               | 196                                                               | 176                                                               | 147                                                               | 116                                                               | 109                                                               | 1,832                                                             |
| 가능 일조율                                                       | 52                                                                | 52                                                                | 45                                                                | 40                                                                | 37                                                                | 42                                                                | 46                                                                | 47                                                                | 50                                                                | 53                                                                | 48                                                                | 48                                                                | 46                                                                |
| 출처 1: MeteoSwiss                                                |                                                                   |                                                                   |                                                                   |                                                                   |                                                                   |                                                                   |                                                                   |                                                                   |                                                                   |                                                                   |                                                                   |                                                                   |                                                                   |
| 출처 2: Infoclimat.fr (extremes)                                  |                                                                   |                                                                   |                                                                   |                                                                   |                                                                   |                                                                   |                                                                   |                                                                   |                                                                   |                                                                   |                                                                   |                                                                   |                                                                   |